# Riedlingen (Badenia-Wirtembergia)
Riedlingen – miasto w Niemczech, w kraju związkowym Badenia-Wirtembergia, w rejencji Tybinga, w regionie Donau-Iller, w powiecie Biberach, siedziba wspólnoty administracyjnej Riedlingen. Leży w Górnej Szwabii, nad Dunajem, ok. 25 km na zachód od Biberach an der Riß, przy drogach krajowych B311 i B312.

## Historia
Nazwa miasta pochodzi od imienia Hruodin. Pierwsza wzmianka pochodzi z roku 835, wymieniane jest jako Hruodininga. W 1247 występuje jako Ruodelingen. Przypuszczalnie dawniej nazywano tak sąsiednią miejscowość Altheim, lecz nazwę znaną dziś jako Riedlingen przejęła osada w miejscu obecnego miasta, a starą nazywano starym domem (niem. alten Heim), co z czasem przekształciło się w dzisiejsze Altheim. Już w dokumentach z IX wieku wymieniane są obie miejscowości. Prawa miejskie nadała osadzie rodzina Veringenów, stało się to przed rokiem 1255. W 1303 wzmiankowany jest most nad Dunajem. Między rokiem 1297 a 1300 miasto sprzedano Habsburgom. Od 1314 należało do grafów Hohenbergów, następnie przejął je ród von Ellerbachów, a w 1384 – Waldburgów, było przez nich dziedziczone w linii męskiej do roku 1680. W 1805 Riedlingen włączono w granice Elektoratu Wirtembergii. Do roku 1938 było siedzibą oberamtu, następnie włączono je do powiatu Saulgau, a od 1973 należy do powiatu Biberach.

## Podział administracyjny
Miasto składa się z 7 dzielnic (niem. Ortsteil):
- Daugendorf,
- Gruningen,
- Neufra,
- Pflummern,
- Riedlingen,
- Zell-Bechingen,
- Zwiefaltendorf[4].

## Współpraca
Miejscowości partnerskie:
- Bürgel, Turyngia
- Pöchlarn, Austria

## Galeria

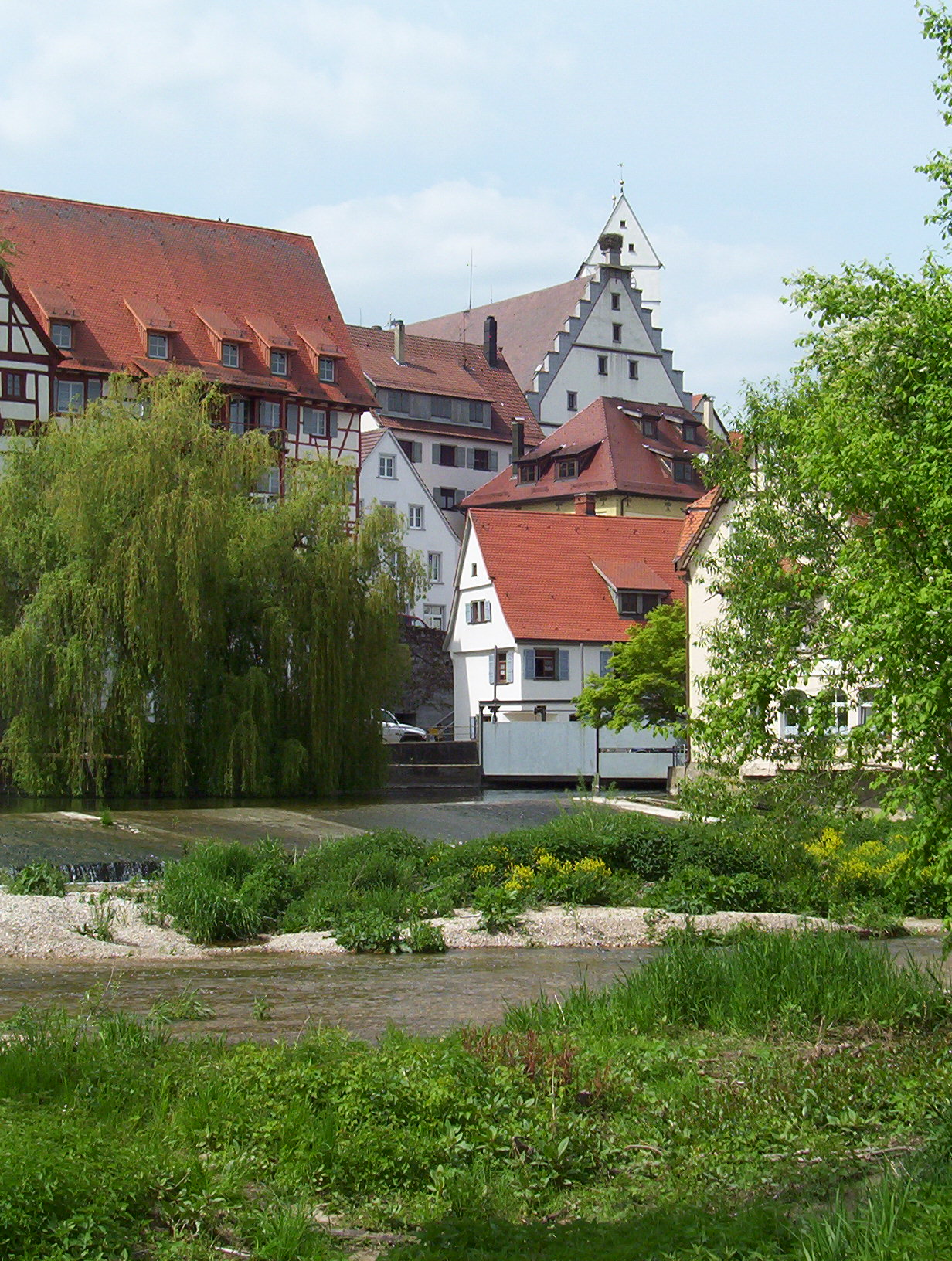
Riedlingen
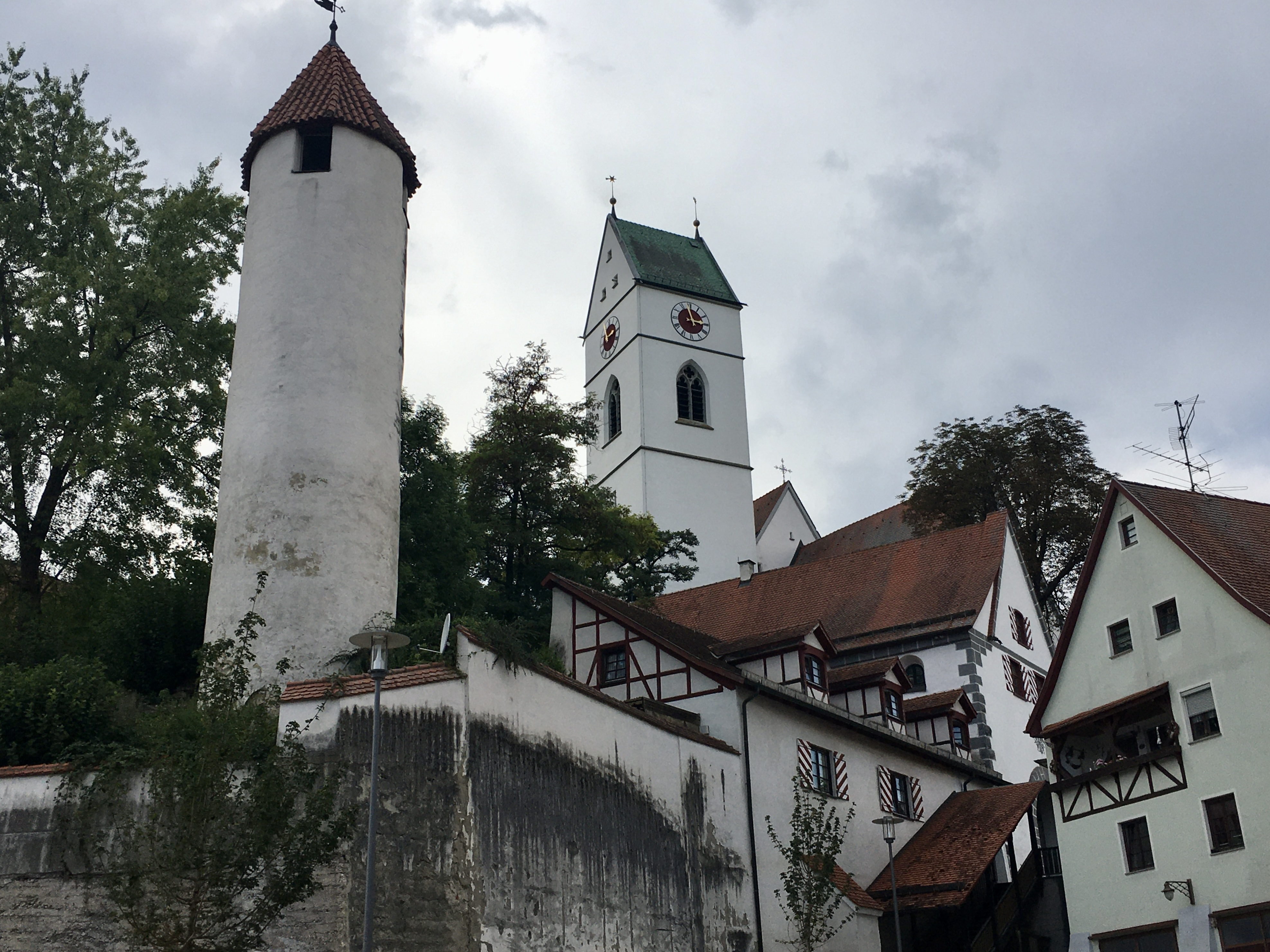
Zellemeesturm oraz wieża kościoła św. Jerzego
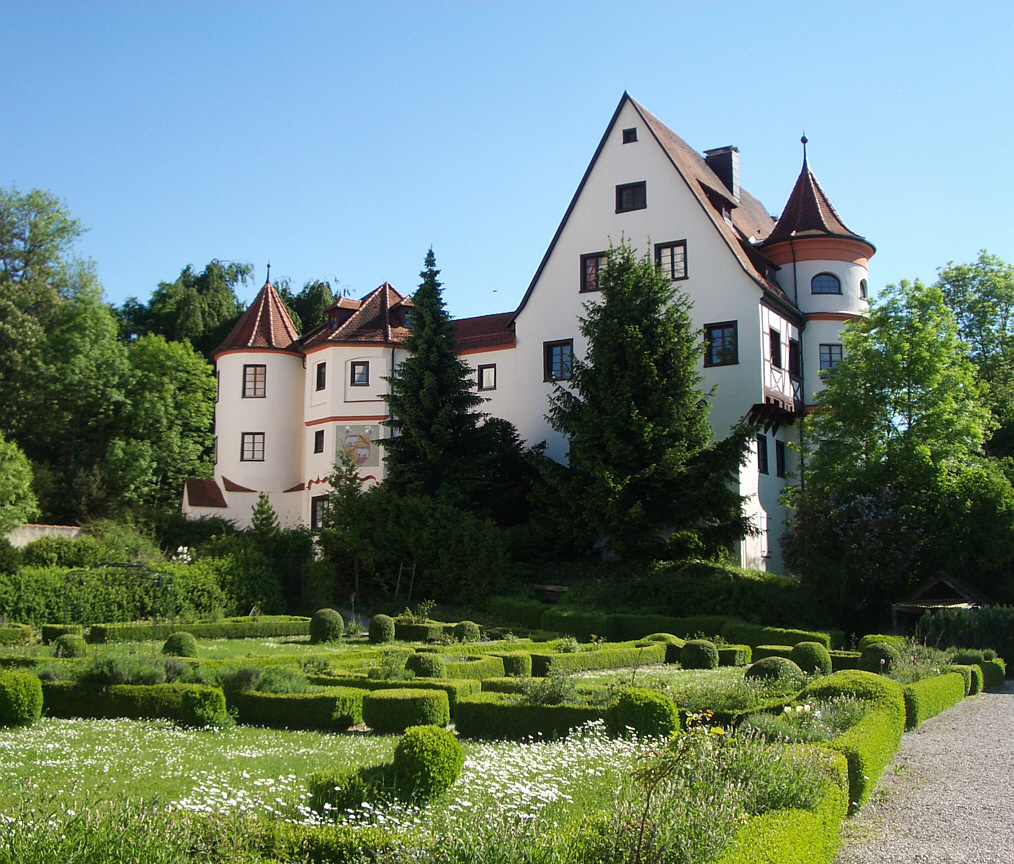
Zamek w dzielnicy Neufra